# Takuanzuke

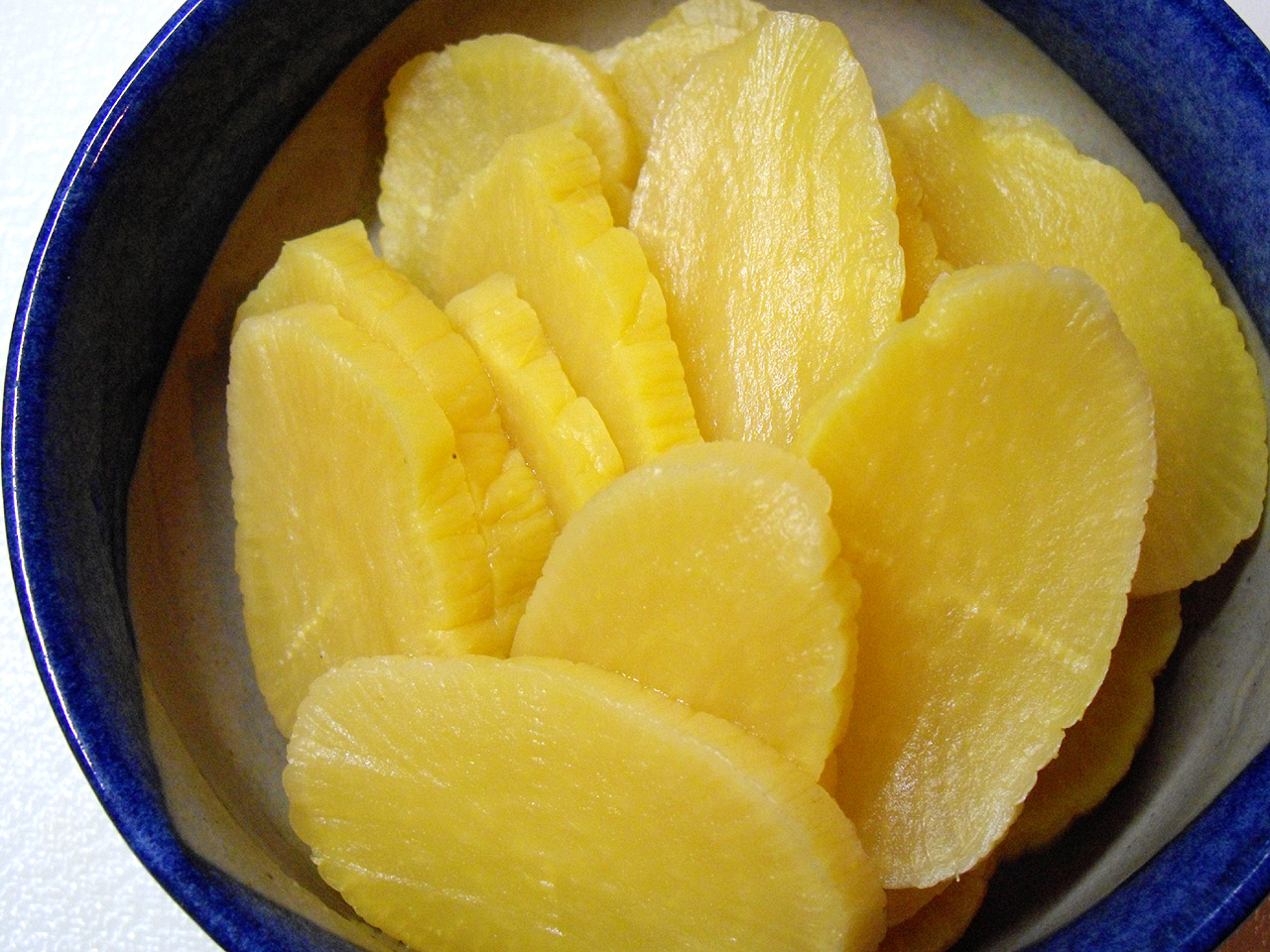
Takuan-dzuke

Takuanzuke (tiếng Nhật: 沢庵; còn viết là takuwan) hay takuan-zuke (沢庵漬け; 'takuan ngâm') hoặc danmuji (단무지) trong văn hóa ẩm thực Hàn Quốc, là một món ăn kèm phổ biến của ẩm thực truyền thống Nhật Bản, thường được phục vụ ăn sống cùng với các loại tsukemono ('đồ ngâm') khác. Món ăn này cũng thường được dùng vào cuối bữa ăn vì công dụng được cho là hỗ trợ tiêu hóa.
Giá trị dinh dưỡng, kết cấu, màu sắc và hương vị khác nhau tùy thuộc vào cách thức chế biến, chẳng hạn như củ cải sấy khô và ngâm trong cám, củ cải muối mà không sấy khô hoặc ngâm trong dung dịch gia vị.

## Nguồn gốc

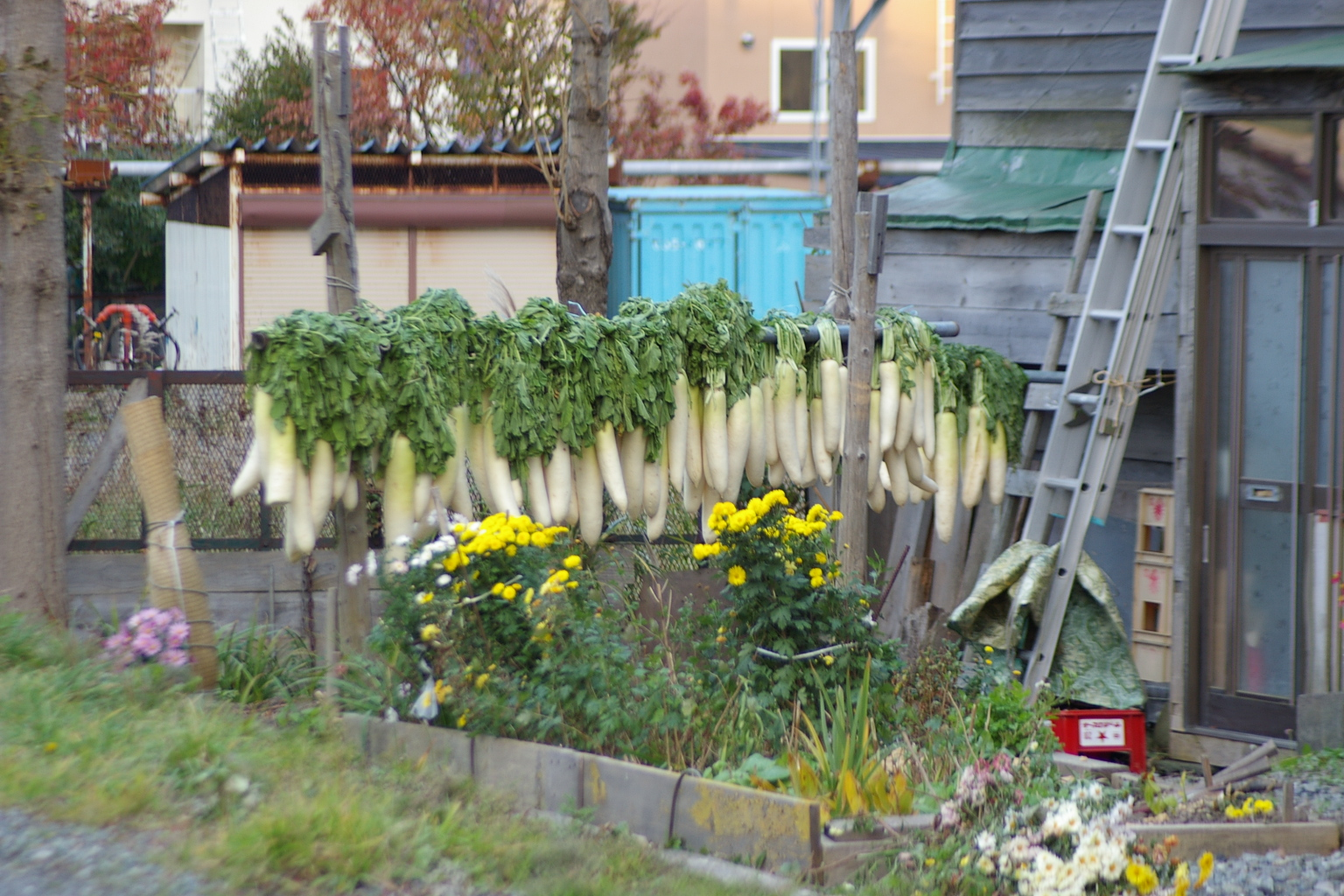
Củ cải được phơi khô mỗi mùa theo truyền thống.